# Korvetkapitein
Korvetkapitein is een rang binnen verschillende marines. De herkomst van de rang ligt in de zeiltijd toen men onderscheid maakte tussen kapiteins die het gezag voerden over (grote) linieschepen, kapiteins over fregatten en kapiteins over (kleine) korvetten.
Bij de marinecomponent van de Belgische strijdkrachten komt deze rang overeen met de rang van majoor bij land- en luchtstrijdkrachten of luitenant-ter-zee der 1e klasse bij de Nederlandse Koninklijke Marine. De rang komt ook voor bij de marines van Frankrijk (Capitaine de Corvette), Italië (Capitano di Corvetta), Spanje (Capitán de Corbeta), Duitsland (Korvettenkapitän) en meerdere andere landen.

## Galerij

Insigne van een capitaine de corvette van de Franse marine
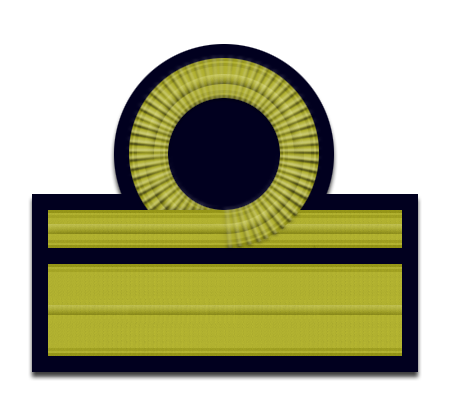
Insigne van een capitano di corvetta van de Italiaanse marine
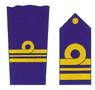
Insigne van een capitán de Corbeta van de Spaanse marine
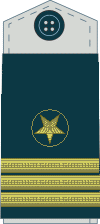
Insigne van een kapetan korvete (капетан корвете) van de Servische riviermarine